# B-58 Hustler

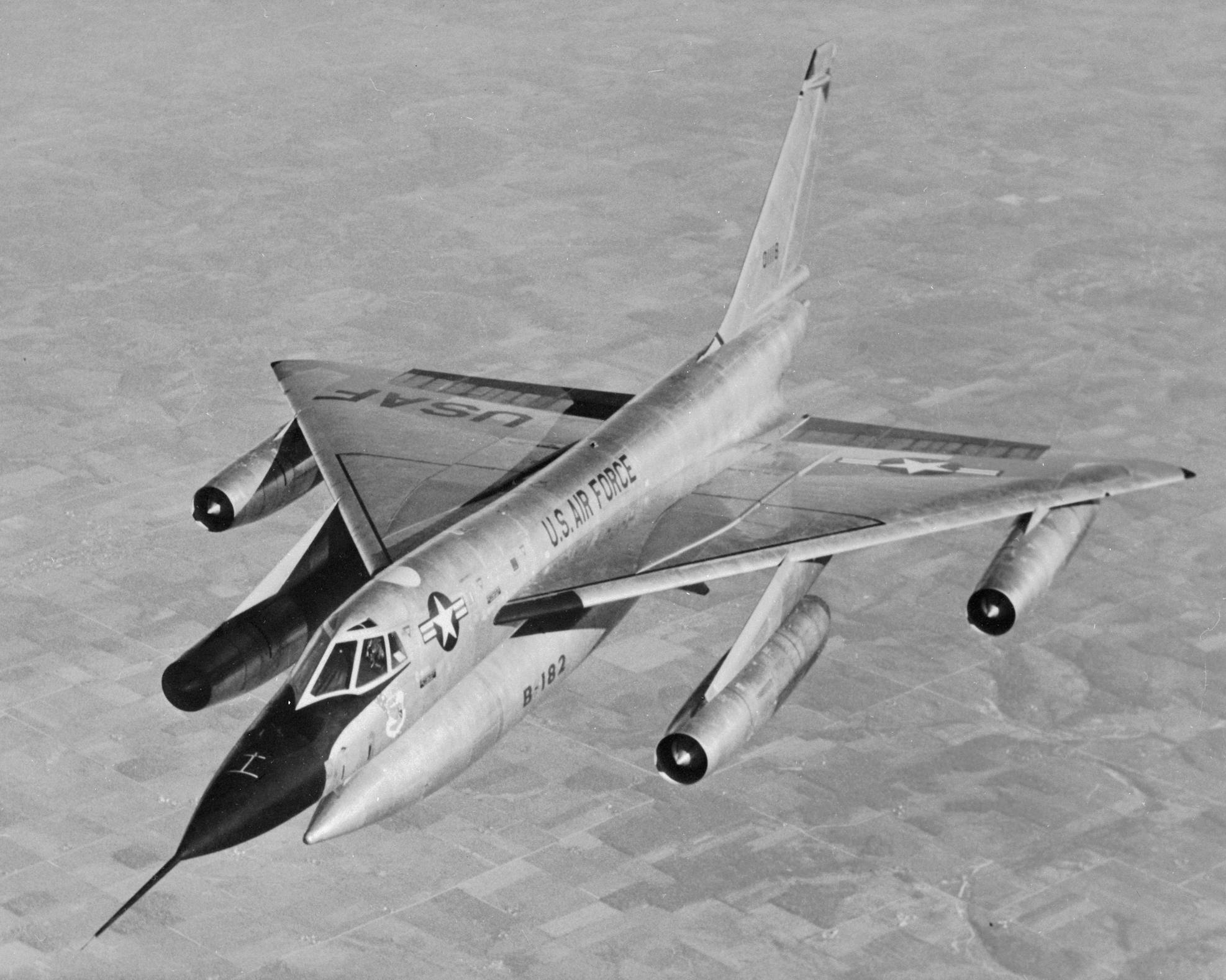
B-58 Hustler

Convair B-58 Hustler a fost primul bombardier american operațional capabil de a atinge Mach 2. În ciuda tehnologiei sofisticate și a performanței supersonice, costurile de întreținere erau prea mari și de asemenea se schimbaseră și cerințele de misiune, astfel că a fost scos din serviciu după numai 9 ani, în 1969.

## Caracteristici generale
- Echipaj: 3 (navigator, operatorul radarului, operatorul armelor defensive)

- Lungime totală: 29,5

- Anvegura aripă: 17,32

- Alungire aripă: 2,096

- Suprafață aripă: 143,25 m²

- Înălțime: 8,87 m

- Suprafața derivei: 48,7 m²

- Înălțimea derivei: 4,45 m

## Performante
- Viteza maxima sub 7.620 m:0,91 Mach

- Viteza maxima la 12.92 m:2,1 Mach

- Viteza de croaziera:983 km/h

- Altitudinea normala de croaziera:11.719

- Viteza ascensionala initiala:5.310

- Plafon practic de zbor:19.324

- Timpul de urcare pana la 9.144 m:11.2 minute

## Tractiune
- Patru motoare cu reactie General electric J79-GE-5A,fiecare cu un cuplu de 69,3 kN.